# Глазунов, Евгений Александрович
Евгений Александрович Глазунов (1890—1962) — советский учёный-математик и педагог, профессор (1938).
Математические труды Глазунова относятся к начертательной геометрии. Написанная им совместно с Н. Ф. Четверухиным книга «Аксонометрия» (1954) является основным трудом в этой области в отечественной начертательной геометрии. Заслуги Е.А. Глазунова в развитии инженерного образования были настолько значительны, что профессорское звание ВАК присвоил ему при отсутствии докторской диссертации.
«Заслуженный деятель науки и техники РСФСР» (1960), в 1951 году был награждён орденом Ленина.

## Биография
Родился 3 декабря 1890 года в Москве в семье служащего Курской железной дороги и портнихи. В семье было трое детей, в их числе брат Александр, ставший известным советским учёным-энергетиком.
Среднее образование получил в Московском реальном училище Воскресенского, которое закончил в 1908 году и поступил в Имперское высшее техническое училище (позже — МВТУ им. Баумана, ныне — Московский государственный технический университет имени Н. Э. Баумана). Окончил училище в 1917 году, получив квалификацию инженера-механика. Затем, отслужив один год в армии, поступил на работу инженером в электротехнический отдел Московского областного Совета народного хозяйства. Через год был переведен в электротехнический отдел Высшего совета народного хозяйства (ВСНХ), где начал работать в должности инженера-проектировщика «Электростроя».
Совместно с профессорами М. К. Поливановым и Н. И. Сушкиным принимал участие в крупных проектах того времени: разработке электротехнической части станций и линий электропередач Каширской ГРЭС, Тульской и Кизиловской РЭС. В 1922 году Глазунов стал заместителем главного электротехника «Гидроторфа». Затем был приглашен на должность заместителя начальника проектно-монтажного отдела в организацию, которая реализовывала плана ГОЭЛРО на селе. Когда в рамках плана ГОЭЛРО было начато строительство высоковольтного кольца вокруг Москвы, Евгений Глазунов был заместителем заведующего проектным отделом управления сетями Московской организации государственных электростанций (МОГЭС). С 1932 года он был постоянным консультантом в проектном отделе МОГЭС.
Вместе с производственной, Евгений Александрович Глазунов занимался педагогической деятельностью, которую начал в сентябре 1920 года, когда был приглашен в качестве преподавателя начертательной геометрии и черчения на электротехнический факультет МВТУ. В марте 1930 года электротехнический факультет МВТУ был реорганизован в самостоятельный институт — Московское энергетическое училище, а в сентябре стал Московским энергетическим институтом. Глазунов был назначен заведующим кафедрой начертательной геометрии и черчения нового института, и вложил много усилий для работы новой кафедры — им были созданы новые программы, календарные планы, разработаны задания для студентов, оборудованы чертежные помещения и приобретены инструменты. Евгений Александрович проводил лекции и семинары по различным теоретическим вопросам начертательной геометрии; написал ряд методических работ, среди которых особое значение имел задачник — рабочая тетрадь по начертательной геометрии. В 1935 году ему было присвоено звание доцента, а в 1939 году комиссия ВАК утвердила его в звании профессора.
Созданной им кафедрой, впоследствии называвшейся кафедрой «Инженерной графики», А. Е. Глазунов руководил до конца своей жизни.
Умер в декабре 1962 года.
В семье Евгения Александровича и его супруги (жили на улице Покровка, дом 33) было двое детей: Кирилл (актёр Московского драматического театра на Малой Бронной) и Наталья  (преподаватель инженерной графики Московского института химического машиностроения, ныне Московский государственный университет инженерной экологии).